# Janiki Pasłęckie
Janiki Pasłęckie [pronunciación en polaco: /jaˈniki paˈswɛnt͡skʲɛ/] (en alemán: Jonikam) es un pueblo en el distrito administrativo de Gmina Młynary, Distrito de Elbląg, Voivodato de Varmia y Masuria, en el norte de Polonia. Se encuentra aproximadamente 4 kilómetros al sureste de Młynary, 25 kilómetros al este de Elbląg, y 65 kilómetros al noroeste de la capital regional, Olsztyn.
Antes de 1945, el área era parte de Alemania (Prusia Oriental).